# 갈릴레이 위성

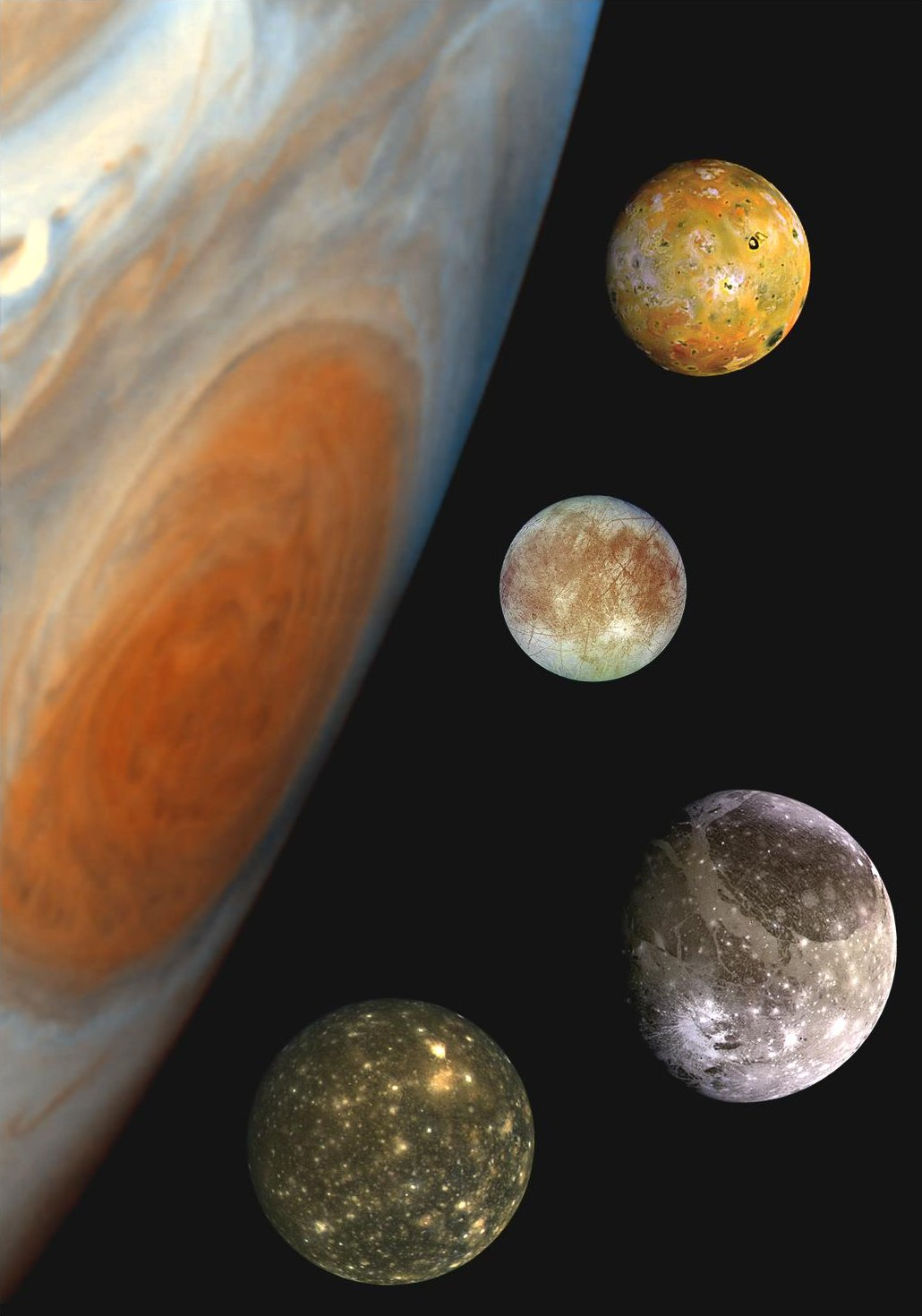
목성과 갈릴레이 위성을 합성하여 만든 크기 비교 사진. 위에서부터 아래로 이오, 유로파, 가니메데, 칼리스토이다.

갈릴레이 위성(Galilean moons) 또는 갈릴레오 위성은 1610년 갈릴레오 갈릴레이가 목성 주변에서 발견한 4개의 위성을 뜻한다. 이들은 목성의 위성 중 크기가 큰 천체이며, 이들 위성의 이름은 이오, 에우로페, 가니메데스, 칼리스토 등 제우스; 즉 목성의 이름)의 연인의 이름을 따서 지었다. 이 위성은 태양계에서 태양과 8개 행성을 제외하고 가장 큰 위성이며 현재까지 확인된 어떤 왜행성보다도 지름이 크다. 가니메데, 유로파, 이오 3개 위성은 각각 1:2:4의 비율로 궤도 공명을 하며 공전한다.
갈릴레이는 이전에 비해 천체를 잘 관찰할 수 있게 한 망원경을 이용해 1609년부터 1610년에 목성에서 4개의 위성을 발견했다. 갈릴레이의 발견은 육안으로 아무것도 볼 수 없는 공간에서 망원경으로 천체를 발견했다는 점에서 망원경을 중요한 천문학 도구임을 입증한 것이다. 더 중요한 점은, 지구가 아닌 다른 천체를 도는 천체의 발견은 모든 천체가 지구 주위를 돈다는 지구중심설에 심각한 타격을 주었다.
갈릴레이는 자신이 발견한 위성을 처음에는 우주의 별("코시모의 별")이라고 불렀지만, 결국 통용되는 이름은 시몬 마리우스에 의해 채택되었다. 시몬 마리우스는 갈릴레이와 거의 동시에 독자적으로 갈릴레이 위성들을 발견했고, 위성들에게 각각의 이름을 주었다. 위성의 이름은 1614년에 출판된 "Mundus Jovialis"에서 발표되었다. 위성들의 이름은 요하네스 케플러에 의해 제안된 이름들이었다.

## 역사

### 발견

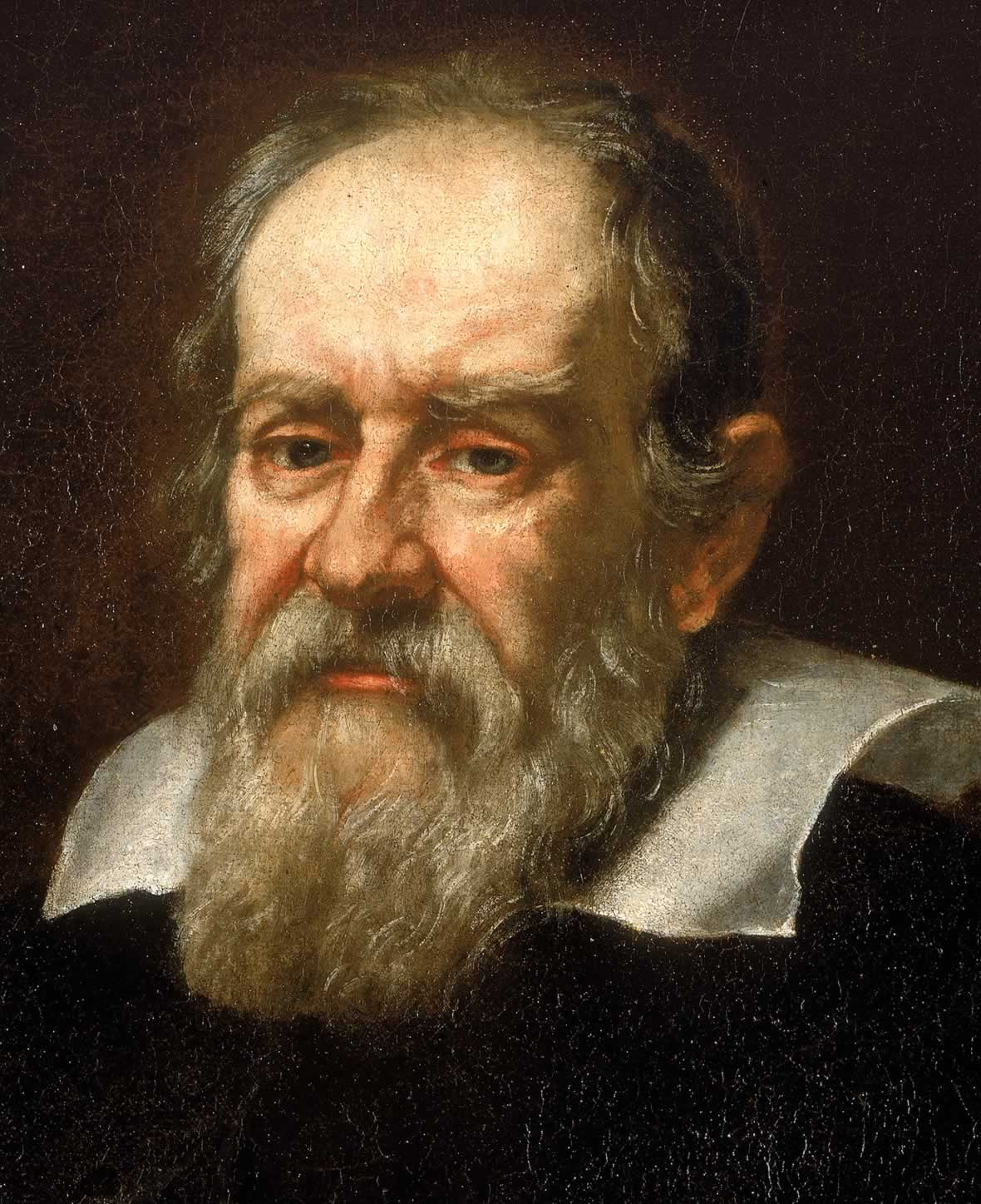
갈릴레이 위성 4개를 처음 관측한 갈릴레오 갈릴레이.

갈릴레오 갈릴레이는 망원경을 본인이 개선하여 20배 정도 확대되는 성능까지 올렸고, 그 결과로 그 전보다 더 정확하게 천체를 관찰할 수 있었다. 이후 갈릴레이는 1609년 12월 또는 1610년 1월에 갈릴레이 위성을 발견했다고 생각된다.
1610년 1월 7일, 갈릴레이는 목성의 위성들을 언급하는 첫 번째 편지를 썼다. 당시 그는 세 개의 위성을 발견했고, 목성 주변에 고정되어 있다고 생각했다. 갈릴레이는 1610년 1월 8일부터 3월 2일까지 이러한 천체를 관측하기 위해 노력했다. 이러한 관측은 네 번째 위성을 발견하고, 이 위성들은 목성 주변에 고정된 것이 아니라 목성 궤도를 돌고 있었다.
갈릴레이의 발견은 육안으로 아무것도 보이지 않거나 잘 보이지 않는 공간에서 망원경으로 어떤 천체를 발견해냈다는 점으로 천문학 도구로써 망원경의 중요성을 입증했다. 더 중요한 점은, 지구가 아닌 다른 천체를 도는 것은 지구중심설에 큰 타격을 주는 것이었다. 다른 천체들이 지구 주위를 돈다는 가설을 무너트리는 발견이었다. 갈릴레이는 '별 세계의 보고' (별이 빛나는 편지)를 통해 자신의 천체 관측 내용을 발표했다. 태양이 우주의 중심에 있다는 코페르니쿠스의 설을 명시적으로 언급하진 않았다. 그럼에도 불구하고 코페르니쿠스의 이론과 관련된 내용이 많이 나온다. 이러한 발견의 내용으로, 경도를 결정하는 방법을 개발할 수 있었다.
중국의 천문학자인 감덕은 기원전 362년에 가니메데를 '작고 붉은 별'이라 기록했다. 이것이 사실이라면, 갈릴레이의 발견보다 약 2천 년 정도 앞서는 것이다.

## 구성원
시뮬레이션 결과에 따르면 목성의 초기 역사에서 갈릴레이 위성에 여러 세대가 있었을 가능성이 있다. 형성된 많은 위성들이 원시 행성계 원반에 끌리게 되어 목성으로 돌진하여 부서지고, 나머지 파편은 모여 새로운 위성을 형성하게 된다. 그 때까지는 현재 세대의 위성들을 만들고, 궤도에 있는 파편들을 쓸어 내어 파편이 더 이상 공전을 방해하지 못하도록 했다. 이오는 무수(건조된 상태의 화합물)인 것으로 추정되며, 아마 내부가 암석과 금속으로 이루어졌을 것이다. 유로파는 암석이 주를 이루고 물과 얼음이 질량의 8%를 이루는 것으로 생각된다. 이 위성 목록은 목성과의 거리 순으로 정렬되어 있다:
| 이름              | 그림 | 내부 구조 상상도 I E G C | 지름 (km)                | 질량 (kg)    | 밀도 (g/cm³) | 궤도 긴반지름 (km) | 공전주기(일) (상대적 공전 수) | 궤도 경사 (°) | 이심률 |
| ----------------- | ---- | ------------------------ | ------------------------ | ------------ | ------------ | ------------------ | ----------------------------- | ------------- | ------ |
| 이오 목성 I       |      |                          | 3660.0 x 3637.4 x 3630.6 | 8.93 x ×1022 | 3.528        | 421,800            | 1.769 (1)                     | 0.050         | 0.0041 |
| 유로파 목성 II    |      |                          | 3121.6                   | 4.8 x ×1022  | 3.014        | 671,100            | 3.551 (2)                     | 0.471         | 0.0094 |
| 가니메데 목성 III |      |                          | 5262.4                   | 1.48 x ×1023 | 1.942        | 1,070,400          | 7.155 (4)                     | 0.204         | 0.0011 |
| 칼리스토 목성 IV  |      |                          | 4820.6                   | 1.08 x ×1023 | 1.834        | 1,882,700          | 16.69 (9.4)                   | 0.205         | 0.0074 |

### 이오

세 갈릴레이 위성이 1:2:4의 공진을 보여주고 있다.

이오는 네 갈릴레이 위성 중 가장 목성에 가깝다. 지름은 3,642 km로, 태양계에서 네 번째로 큰 위성이다. 이름은 그리스 신화의 이오에서 따 왔는데, 헤라의 여사제임과 동시에 제우스가 사랑하던 사람이다. 그럼에도 불구하고, 단순히 “목성 I”로만 불렸다. 또 20세기 중반까지 “목성의 첫번째 위성“으로도 불렸다.
이오는 태양계에서 지질학적으로 가장 활성화된 위성이다. 400개의 활동하는 화산들이 표면에 존재한다. 표면에는 100개 이상의 산이 곳곳에 존재하고, 일부 산은 지구의 에베레스트 산보다 더 높다. 외태양계에 위치하는 표면이 얼음으로 뒤덮인 다른 위성들과는 달리, 이오는 용융 상태의 철과 황화 철로 구성된 핵을 규산염이 둘러싸고 있다.
증명되진 않았지만, 갈릴레오 탐사선의 최근 정보는 이오가 자기장을 가질 수 있음을 나타내기도 한다. 이오는 이산화 황 (SO2)으로 구성되어 있는 얇은 대기를 가지고 있다. 미래에 이오에 착륙하려고 할 경우, 소련의 베네라 탐사선의 '시신'처럼 목성의 강력한 방사능 속에서 살아남는 것이 아주 어려울 것이다.

### 유로파
유로파는 갈릴레이 위성 중 두 번째로 목성에 가깝다. 갈릴레이 위성 중 가장 작고(3,121.6km), 달보다 약간 작다. 신화인 에우로페의 이름을 따서 붙여졌다(신화 속에서 제우스가 구혼하고 크레타의 여왕이 되었다). 하지만 이 이름은 20세기 중반까지 쓰이지 않았다.
유로파는 태양계에서 부드러운 물체 중 하나이다. 위성의 맨틀 층에 따뜻한 물이 있는 것으로 추정되고, 100km 정도의 깊이인 것으로 추정된다. 매끄러운 표면은 얼음으로 이루어져 있고, 이론에 따르면 얼음의 밑에는 물이 자리잡고 있다. 젊은 표면의 모양에 기초해서 만들어진 이론은 밑에 따뜻한 바다가 있다고 예측하고 있고, 이 바다에는 외계 생명이 존재할 수도 있다. 높은 에너지의 조석 가열이 유로파의 지하에 열을 공급해 얼어붙지 않게 하는 것으로 추정된다. 외계 생명은 유로파의 지하에 존재할 수도 있다. 아마도 지구의 열수 분출공이나 보스토크 호와 유사한 환경에 사는 것으로 생각된다. 이 지하의 생명은 지구의 심해에 사는 미생물과 유사할 것으로 추정된다. 지금까지 유로파에 생명이 존재한다는 증거는 없지만, 추후에 탐사선을 보내 확인할 계획이 있다.
유로파를 가로지르는 여러 선들은 알베도 지형인 것으로 보이고, 선은 높이가 낮다. 유로파에 있는 여러 충돌구들은 대체로 젊은 편이다. 일부 이론은 목성의 중력이 이런 현상을 일으킨다고 주장하고 있다. 실제로 유로파의 한 면은 계속 목성을 바라본다. 또한, 유로파의 갈라진 틈은 화산 활동으로 인해 일어난 것으로 생각되는데, 심해의 열수공이 원인으로 지목되고 있다. 선들의 색상은 붉은 갈색이고, 이론에 의하면 이 색은 황으로 인한 것으로 생각되지만, 과학자들이 탐사선을 착륙시켜 보지 않았기 때문에 실제 정보가 없다. 유로파는 주로 규산암으로 이루어진 것으로 생각되고, 아마도 철 핵을 가지고 있을 것이다. 그리고 산소로 구성된 얇은 대기를 가지고 있다.

### 가니메데
가니메데는 갈릴레이 위성 중 세 번째로 목성에 가깝다. 이름은 신화인 가니메데스에서 붙여졌는데, 신화에서 가니메데스는 그리스 신화의 신들에게 술을 따르는 사람이고, 제우스가 사랑하던 사람이다. 가니메데는 지름이 5,262.4km으로 태양계에서 제일 큰 위성이고 수성보다 크나, 질량은 가니메데가 수성의 반 정도이다. 가니메데는 얼음이기 때문에 질량이 적을 수밖에 없다. 가니메데는 자기권을 가지고 있다고 알려진 유일한 위성이다. 액체 핵의 대류를 통해 만들어진 것으로 생각된다.
가니메데는 주로 규산암과 얼음으로 구성되어 있는 것으로 생각된다. 소금물 바다는 가니메데의 표면 약 200km 밑에 존재하는 것으로 생각되며, 얼음의 층 사이에 끼워져 있다. 이전의 이론보다 현재 가니메데의 상황은 과거에 철 핵이 더 큰 열을 낸 상황을 필요로 한다. 표면의 두 가지 모양의 혼합 – 높고 젊은 지역, 그리고 홈과 능선을 가진 고대 지역으로 구성되어 있다. 가니메데는 많은 크레이터를 가지고 있었지만, 대부분은 형성 후 얼음 지각에 의해 없어져 갔다. 위성은 얕은 산소 대기를 가지고 있다. 대기는 O, O2, 그리고 아마도 O3 (오존)으로 이루어진 것으로 추정되며, 조금의 원자 수소로 이루어진 것으로 생각된다.

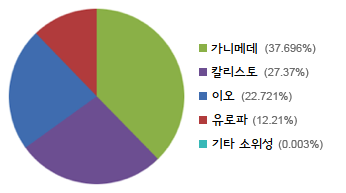
목성계 위성의 상대 질량이다. 이오와 칼리스토, 유로파와 가니메데는 각각 50% 정도이다. 다른 목성계의 위성은 (갈릴레이 위성 때문에) 이 정도의 범위에서는 보이지 않는다.

### 칼리스토
칼리스토는 갈릴레이 위성의 네 번째 위성임과 동시에 마지막 위성이고, 네 개의 위성 중 두 번째로 크며(지름 4,820.6km), 태양계에서 세 번째로 큰 위성이다. 칼리스토는 신화에서 아르카디아 왕의 딸이고 아르테미스의 사냥 동반자였다. 칼리스토는 다른 갈릴레이 위성들과 궤도 공명을 일으키지 않고, 목성에 대해 조석 고정되지도 않는다. 칼리스토의 구성 성분은 암석과 얼음이 같은 비율로 이루어져 있으며, 밀도는 갈릴레이 위성 중 가장 낮다. 칼리스토는 태양계에서 가장 충돌구가 많은 위성 중 하나이고, 대표적으로 3,000km의 크기인 발할라 충돌구가 있다.
칼리스토는 아주 옅은 대기권을 가지고 있는 것으로 추측되고 있고, 예상되는 구성 성분은 이산화 탄소와 산소 분자(O2)이다. 탐사선에 의한 조사는 칼리스토의 표면 밑 100km 정도의 깊이에 지하 바다가 있을 것으로 나타났다. 칼리스토 내부의 바다에는 외계 생명이 존재할 수도 있다. 하지만, 근처의 위성인 유로파보다 확률이 적다. 칼리스토는 목성의 방사능으로부터 멀리 있기 때문에 미래의 인류 탐사의 적격지로 생각되고 있다.

## 구조 비교
| 위성     | rem/일 |
| -------- | ------ |
| 이오     | 3600   |
| 유로파   | 540    |
| 가니메데 | 8      |
| 칼리스토 | 0.01   |

위성의 밀도는 궤도가 목성으로부터 멀수록 감소하는 경향을 보여주고 있다. 칼리스토는 네 개의 위성 중 가장 낮은 밀도(얼음과 암석의 중간)을 갖고 있고, 가장 가까우면서 가장 밀도가 높은 이오는 철과 암석의 중간 정도 밀도를 갖고 있다. 칼리스토는 고대의 표면을 그대로 유지하고 있다. 그 밀도가 행성 전체에 균일하게 퍼져 있다. 아마도 철 핵 대신 바위와 암석이 섞인 핵을 갖고 있을 것으로 생각된다. 이 구조는 모든 위성의 원래 구조였을지 모른다. 안쪽에 있는 세 개의 위성은 대조적으로, 내부로부터의 분화의 흔적이 남아 있거나 분화 중이다. 그들은 또한 표면에 상당한 변화가 있었다. 가니메데는 지하층의 용융 상태를 필요로 하는 지각 변동의 흔적이 보인다. 유로파는 얼음 지각이 더 얇고, 이는 최근에 일어난 어떤 움직임을 시사하고 있다. 마지막으로 가장 안쪽에 있는 이오는 활동하는 유황 화산과 얼음의 흔적을 가지고 있다. 이 모든 증거는 가까운 위성들이 목성으로부터의 영향을 받아 뜨거워졌음을 시사한다. 현재의 추측은 목성에 가까울수록 거대한 중력 때문에 조석 가열이 일어나고, 이로 인해서 뜨거워졌다는 것이다. 내부의 얼음이 녹는 현상이 칼리스토를 제외한 모든 위성에서 일어났고, 이 열로 얼음과 철이 분리되면서 얼음은 표면으로 이동하고 철 핵이 구성되었다는 것이다. 가니메데에서는 두껍고 단단한 얼음 지각을 형성했다. 더 따뜻한 유로파에서는 얇은 얼음 지각이 형성되었다. 이오에서는 극단적으로 모든 바위가 녹은 물이 오래전 우주로 사라졌다. 이오는 제일 극단적으로 가열이 진행된 듯 보인다.

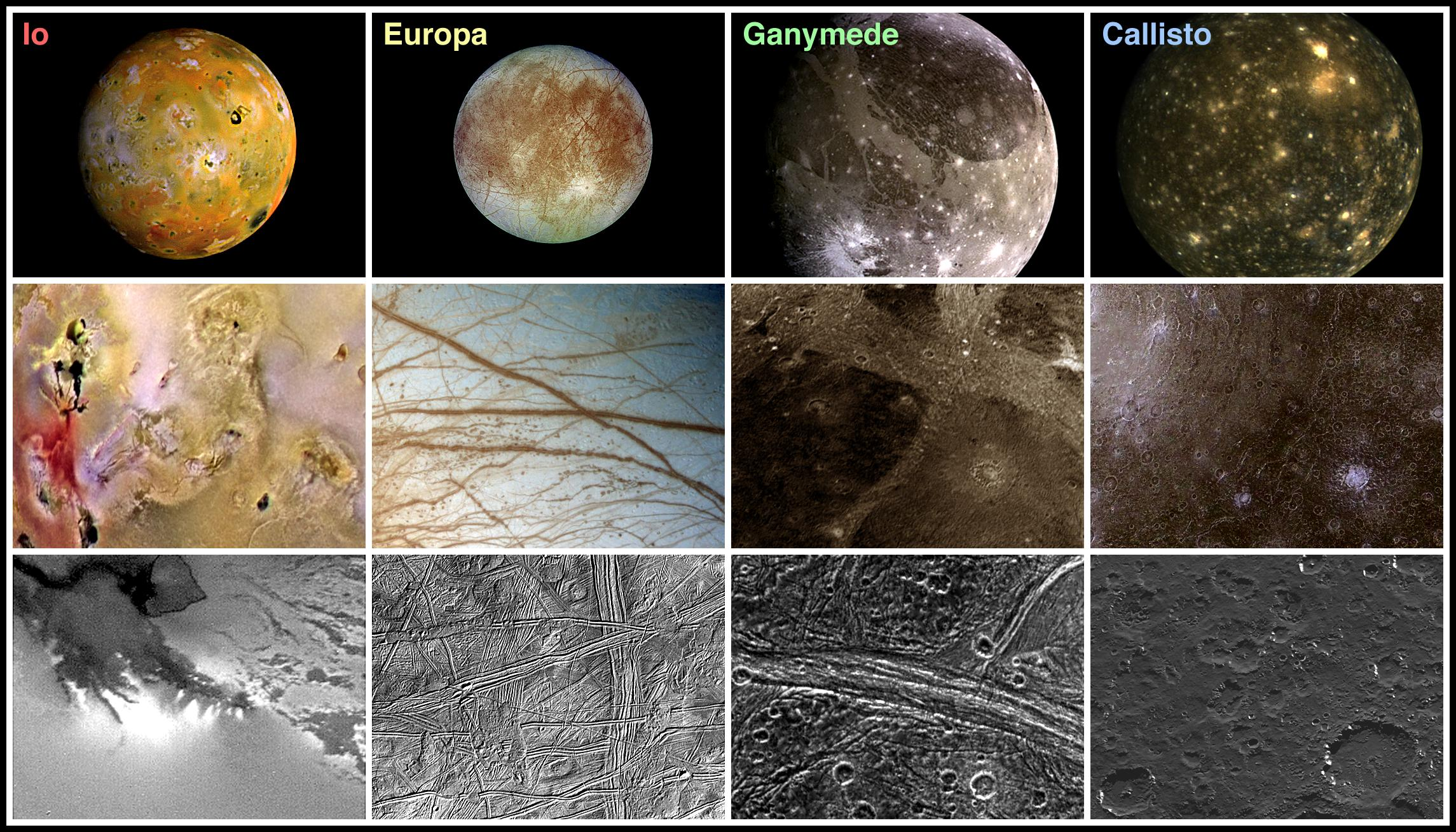
네 개의 위성들의 표면을 각각 다르게 바라본 것.

### 크기

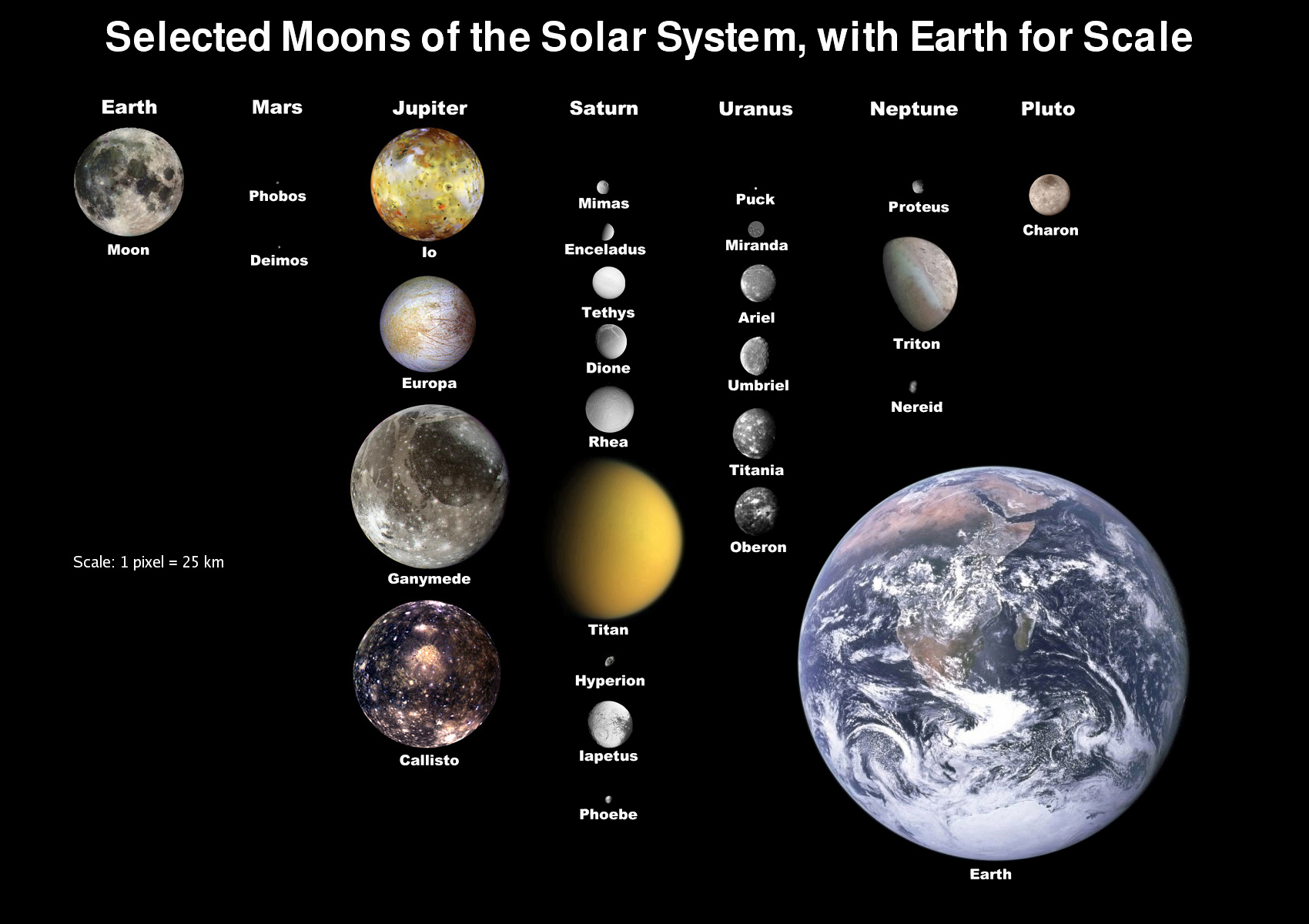
다른 태양계 위성과 갈릴레이 위성, 지구의 크기 비교. 이 해상도에서는 정확하지 않다.

## 가시성

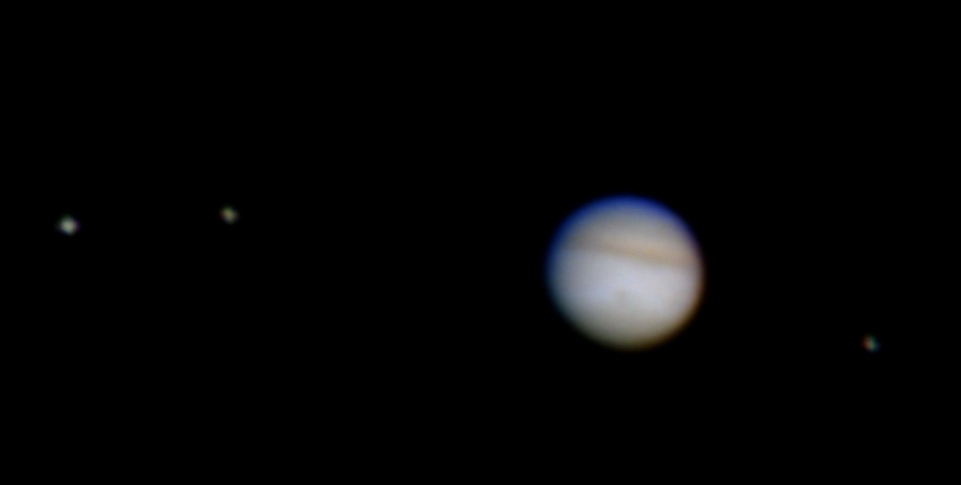
아마추어 망원경으로 본 갈릴레이 위성
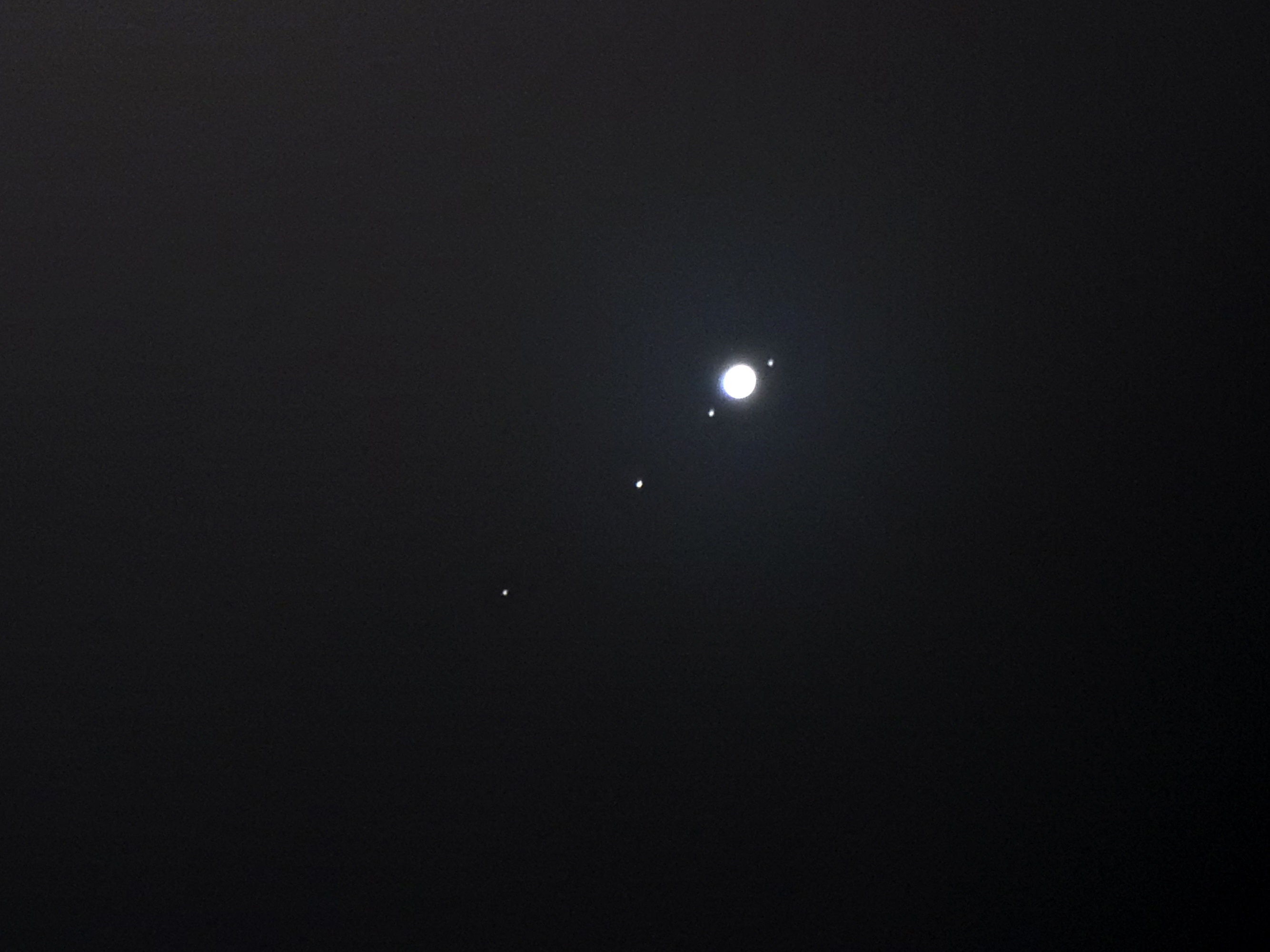
니콘의 쿨픽스 P900으로 촬영한 갈릴레이 위성
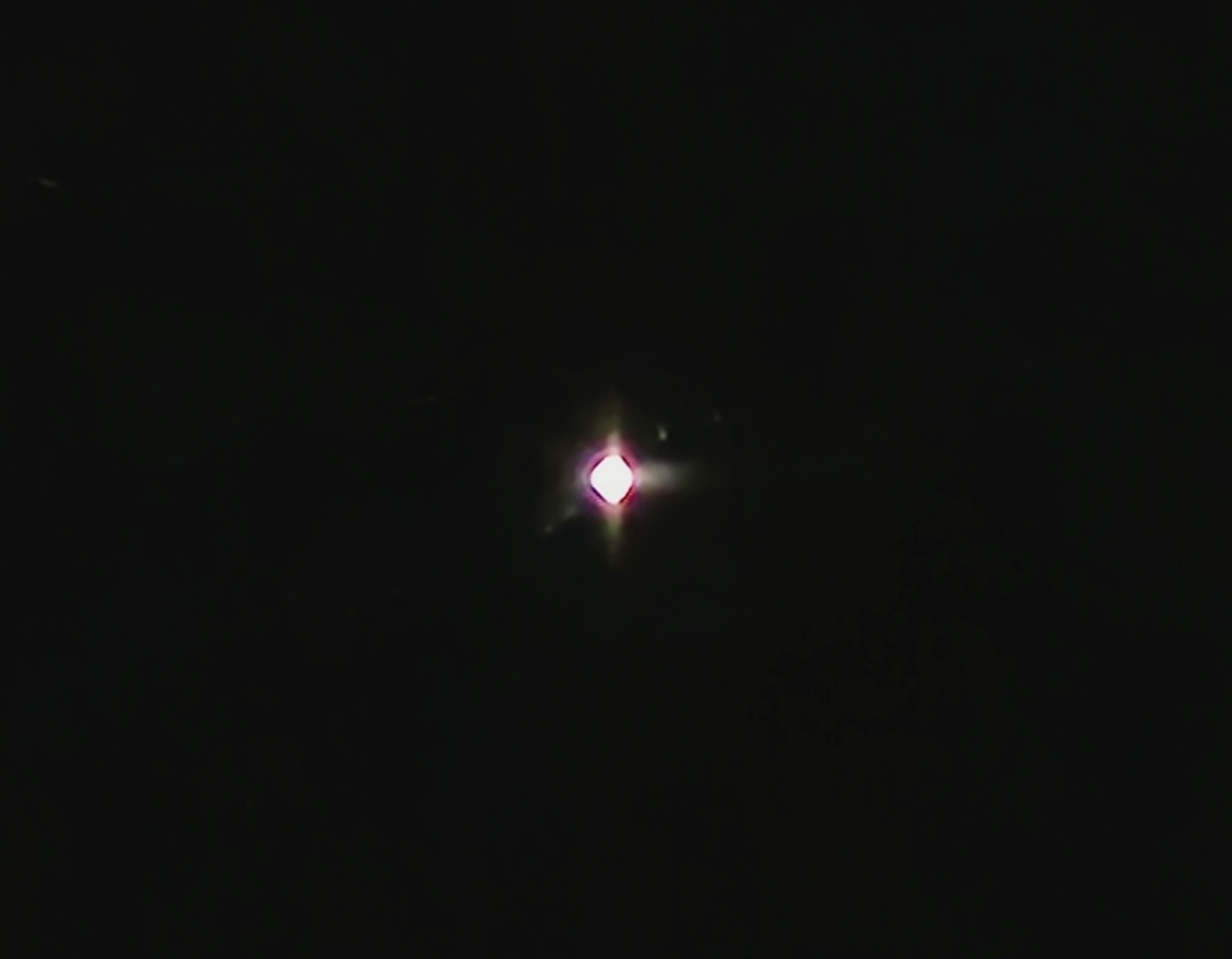
삼성전자의 갤럭시S23 울트라로 촬영한 갈릴레이 위성

네 개의 갈릴레이 위성은 아마추어 망원경으로 볼 수 있을 정도로 충분히 밝다. 만약 갈릴레이 위성이 목성에서 멀리 떨어져 있다면 망원경 없이 볼 수 있다. 심지어, 쌍안경이나 일부 망원 카메라, 일부 망원 카메라를 탑재한 스마트폰으로도 쉽게 볼 수 있다. 이 갈릴레이 위성들의 겉보기 등급은(목성이 태양과 충의 위치에 있다면) 4.6~5.6이 될 것이다. 지구에서 목성을 관찰할 때 어려움을 겪는 이유는 달이 너무 밝기 때문이다. 위성들이 목성에서 떨어지는 최대 각도는 2~10분 정도이고, 인간의 시력 한계에 도달한다. 가니메데와 칼리스토가 최대로 목성에서 떨어지면, 눈으로 관찰할 수 있을 가능성이 있다. 관찰하는 가장 쉬운 방법은 위성과 목성을 '포함'하는 것으로, 나무의 큰 갈라져 나온 가지처럼, 목성과 위성의 궤도가 수직이 되는 유틸리티 극 지점에서 관찰하는 것이다.

## 같이 보기
- 목성의 위성
- 픽션에서의 목성의 위성